# Bruchzone
Als Bruchzone wird in der Geologie ein durch Verwerfungen geprägter Streifen der Erdkruste bezeichnet. Es gibt verschiedene Bruchzonen, unter anderem:
- Störungs- oder Verwerfungszone an Platten der ozeanischen oder kontinentalen Kruste, z. B. Grabenbruch
- Störung in der ozeanischen Kruste.
- Zone, die an der Erdoberfläche offene Spalten, Lava- und Schlackenkegel aufweist, beispielsweise Vulkane[1]

Bruchzonen können außerdem ein Indiz für kommende Erdbeben sein, wie beispielsweise am Gangesdelta.

## Ursachen
- Plattentektonik
- Vulkanismus
- seltener Frost (Frostbeben) oder Rohstoffabbau (einstürzende Hohlräume) Induzierte Seismizität[3]

## Gebiete in Deutschland
In Deutschland gibt es im Gegensatz zu anderen Gebieten auf der Erde keine Plattengrenzen und Deutschland ist nicht Erdbebengebiet. Dennoch gibt es täglich registrierte seismische Aktivität. Diese entsteht durch Bruchzonen innerhalb der Platte.
In Deutschland gibt es drei sehr aktive Gebiete:
- Grabenbruch Oberrheingraben (Teil der Mittelmeer-Mjösen-Zone): Ursache der Aktivität sind die Plattenbewegungen aus südlicher und westlicher Richtung, durch die es zu Druck und Spannungen innerhalb der Kruste kommt, die sich in leichten Beben entladen.
- Schwäbische Alb: Neben vulkanischer Aktivität sind die meisten seismischen Aktivitäten auf die tektonischen Vorgänge in südlicher Richtung zurückzuführen.
- Vogtland: Hier ist die Ursache vulkanische Aktivität, hier befindet sich die Finne-Gera-Jáchymov-Störung[4]

## Bruchzonen in Europa
Die Mittelmeer-Mjösen-Zone erstreckt sich mit mehreren Ästen durch weite Teile Europas.

## Bruchzonen in Amerika
Im Gebiet des Puget Sound gibt es ein ausgedehntes System von Verwerfungszonen sowie weitere Strukturen wie das Olympic-Wallowa-Lineament.